# Poecilotheria pococki
Poecilotheria pococki is een spinnensoort in de taxonomische indeling van de vogelspinnen (Theraphosidae).
Het dier behoort tot het geslacht Poecilotheria. De wetenschappelijke naam van de soort werd voor het eerst geldig gepubliceerd in 1996 door Charpentier.